# Екло
Екло (на нидерландски: Eeklo) е град в Северна Белгия, окръг Екло на провинция Източна Фландрия. Населението му е около 19 500 души (2006).